# Cruz de Bravura Notável
A Cruz de Bravura Notável (CBN) ((em inglês: Conspicuous Gallantry Cross (CGC))), é uma condecoração militar de segundo nível das forças armadas do Reino Unido. A CBN foi criada no rescaldo da revisão do sistema de honras, em 1993. Veio substituir a Medalha de Conduta Distinta (Distinguished Conduct Medal) e a Medalha de Bravura Notável (Conspicuous Gallantry Medal - Força Aérea e Marinha), por forma a que não existissem condecorações discriminatórias, por bravura, consoante o posto do beneficiário. A CBN também substituiu a Ordem de Serviços Distintos, no seu papel como condecoração por bravura para os oficiais (embora esta tivesse ficado guardada para reconhecer liderança distinta). A Cruz de Bravura Notável é, actualmente, a condecoração segundo nível por bravura para todos os postos, para todas as forças armadas.
A Cruz de Bravura Notável, que pode ser concedida postumamente, é atribuída "em reconhecimento de um acto, ou actos, de bravura notável durante operações contra o inimigo".
A Barra é atribuída em reconhecimento do desempenho de actos adicionais de bravura. Os beneficiários têm direito a acrescentar as letras "GCG" (de Conspicuous Gallantry Cross) a seguir ao seu nome